# 節奏天國 奇蹟之星
《节奏天国 奇迹之星》，是即将在任天堂Switch平台发行的节奏天国系列的全新作品，为本系列的第五作，由任天堂企划制作本部第七制作组开发。
本作是本系列第一部附带中文界面和中文配音的作品，亦是第一部在韩国以“节奏天国”为名的作品，预计将于2026年发售。

## 備註
1. ↑  由于版权原因，本系列前作均以“节奏世界”为名在韩国发行。